# Msg systems

msg systems este o companie germană care furnizează servicii de consultanță și soluții IT pentru diferite domenii, cum ar fi industria automotive, asigurări/reasigurări, financiar-bancar și sectorul energetic.
Compania are peste 10.000 de angajați la nivel mondial.
Compania msg systems este prezentă și în România, având un centru de competență la Cluj, deschis la finalul anului 2008, unde are 700 de angajați.